# Tuopukkajärvi
Tuopukkajärvi är en sjö i Kiruna kommun i Lappland och ingår i Torneälvens huvudavrinningsområde. Sjön har en area på 0,103 kvadratkilometer och ligger 627 meter över havet. Tuopukkajärvi ligger i Torneträsk-Soppero fjällurskog Natura 2000-område. Sjön avvattnas av vattendraget Tuolpukkajoki.

## Delavrinningsområde
Tuopukkajärvi ingår i det delavrinningsområde (757333-170757) som SMHI kallar för Mynnar i Rienakkajoki. Medelhöjden är 579 meter över havet och ytan är 51,2 kvadratkilometer. Det finns inga avrinningsområden uppströms utan avrinningsområdet är högsta punkten. Tuolpukkajoki som avvattnar avrinningsområdet har biflödesordning 4, vilket innebär att vattnet flödar genom totalt 4 vattendrag innan det når havet efter 401 kilometer. Avrinningsområdet består mestadels av skog (50 procent), sankmarker (26 procent) och kalfjäll (19 procent). Avrinningsområdet har 0,27 kvadratkilometer vattenytor vilket ger det en sjöprocent på 0,5 procent.